# اوزوملو
اوزوملو (به ترکی استانبولی: Üzümlü) یک منطقهٔ مسکونی در ترکیه است که در استان ارزنجان واقع شده‌است. اوزوملو ۱٬۲۵۰ متر بالاتر از سطح دریا واقع شده‌است.